# 6:66 Satan's Child
6:66 Satan's Child es el sexto álbum de la banda Danzig, lanzado en 1999 por la compañía discográfica E-Magine Records.
El álbum presenta un sonido industrial, pero menos cargado que su disco anterior, Blackacidevil. Los temas destacados son «Five Finger Crawl», «Unspeakable» y «Thirteen».
Es el primer álbum de Danzig en ser grabado digitalmente.
La canción "Thirteen" fue escrita por Glenn Danzig originalmente para Johnny Cash, que la llegó a grabar y publicar en su álbum de 1994 American Recordings. Danzig declaró al respecto que, cuando le propusieron componer una canción para «El Hombre de Negro», aceptó enseguida y que fue "un honor".

## Título y ortografía
Glenn Danzig ha dicho sobre el título: "Es el sexto [álbum] de Danzig, y el título era demasiado grande como para resistirse", en referencia al "número de la bestia", con los dos puntos añadidos para darle aspecto de cita bíblica. Danzig ha declarado que el título del álbum causó controversia y que algunas tiendas se negaron a promocionarlo y exponerlo.
En el arte gráfico, el título y la canción homónima están escritos sin apóstrofo. La quinta canción aparece con "w/out" en el arte del CD y "without" (sin en inglés) en el del cassette. Igualmente, la última canción es generalmente mencionada como "Thirteen" (trece en inglés) mientras que en algunas ediciones aparece con el numeral "13". La décima canción contiene la palabra "abandonement" (abandono en inglés) en lugar de la ortográficamente correcta "abandonment", seguramente aposta. lo mismo ocurre, aunque de forma más obvia, con el título fonético de la undécima pista, "apokalips", en lugar de "apocalypse" (apocalipsis en inglés).

## Lista de canciones
Todos los temas fueron escritos por Glenn Danzig, excepto «Thirteen».
1. «Five Finger Crawl»
2. «Belly of the Beast»
3. «Lilin»
4. «Unspeakable»
5. «Cult Without a Name»
6. «East Indian Devil (Kali's Song)»
7. «Firemass»
8. «Cold Eternal»
9. «Satan's Child»
10. «Into the Mouth of Abandonment»
11. «Apokalips»
12. «Thirteen»

## Créditos
- Glenn Danzig - voz, bajo, guitarra, teclados
- Joey Castillo - batería
- Josh Lazie - bajo
- Jeff Chambers - guitarra
- Tomahawk EAGLE ROYAL

## Producción
- Producción artística: Glenn Danzig y Peter Lorimer
- Ingeniero de grabación: Josh Abraham
- Ingenieros de mezcla: Glenn Danzig, Peter Lorimer, Jay Gordon, Amir Derakh, John X y Cameron Webb